# Sparkasse Schwarzwald-Baar
Die Sparkasse Schwarzwald-Baar ist eine öffentlich-rechtliche Sparkasse mit Sitz in Villingen-Schwenningen. Ihr Geschäftsgebiet ist der Schwarzwald-Baar-Kreis bis auf zwei Ausnahmen. Die Gemeinde Tuningen aus dem Schwarzwald-Baar-Kreis zählt zum Geschäftsgebiet der Kreissparkasse Tuttlingen und die Stadt Geisingen aus dem Landkreis Tuttlingen gehört zur Sparkasse Schwarzwald-Baar.
Die Sparkasse Schwarzwald-Baar ist Teil der Sparkassen-Finanzgruppe. Im Bereich des Leasing arbeitet die Sparkasse Schwarzwald-Baar mit der Deutschen Leasing zusammen.

## Organisationsstruktur
Die Sparkasse Schwarzwald-Baar ist eine Anstalt des öffentlichen Rechts. Rechtsgrundlagen sind das Sparkassengesetz für Baden-Württemberg und die Satzung der Sparkasse. Organe der Sparkasse sind der Vorstand, der Verwaltungsrat und der Kreditausschuss.

## Geschäftsausrichtung und Geschäftserfolg
Die Sparkasse Schwarzwald-Baar wies im Geschäftsjahr 2023 eine Bilanzsumme von 4,787 Mrd. Euro aus und verfügte über Kundeneinlagen von 3,546 Mrd. Euro. Gemäß der Sparkassenrangliste 2023 liegt sie nach Bilanzsumme auf Rang 99. Sie unterhält 45 Filialen/Selbstbedienungsstandorte und beschäftigt 620 Mitarbeiter.

## Ausbildung
Die Sparkasse Schwarzwald-Baar ist Ausbilder in den Ausbildungsberufen: Bankkaufmann/-frau, Finanzassistent/-in und Kaufmann/-frau für Versicherungen und Finanzen. Daneben ist auch ein berufsbegleitendes Studium zum Bachelor of Arts, Fachrichtung BWL-Bank, möglich. Nach der Ausbildung werden verschiedene Weiterbildungen angeboten. Vor der Ausbildung sind Praktika möglich.

## Geschichte
Ende 1839 gründeten 38 Bürger in Donaueschingen den Sparkassenverein. 1848 wurde die Sparkasse Furtwangen als Schwarzwälder Sparcassa Gesellschaft ins Leben gerufen. Rund sechs Jahre später folgte die Gründung der Sparkassen Villingen und Triberg (als Spar-, Waisen- und Leihkasse bzw. als Spargesellschaft) und 1895 die Gründung der Sparkasse St. Georgen als Spar- und Waisenkasse. 1904 erfolgte dann die Gründung der Sparkasse Schwenningen als Gemeindekasse. Die Übernahme der Spar- und Waisenkasse Vöhrenbach durch die Sparkasse Villingen geschah im Jahr 1933. Drei Jahre später wurde die Sparkasse Schonach durch die Bezirkssparkasse Triberg übernommen. Die Fusion der Bezirkssparkasse Villingen mit Triberg erfolgte 1972. Die Sparkasse Villingen übernahm im Anschluss 1973 die Sparkasse Schwenningen. Die Fusion der Sparkasse Villingen-Schwenningen mit der Sparkasse St. Georgen erfolgte 1991 und 2003 mit der Sparkasse Furtwangen. 2005 fusionierte die Sparkasse Villingen-Schwenningen mit der Sparkasse Donaueschingen zur heutigen Sparkasse Schwarzwald-Baar.